# Dietrich Kralik

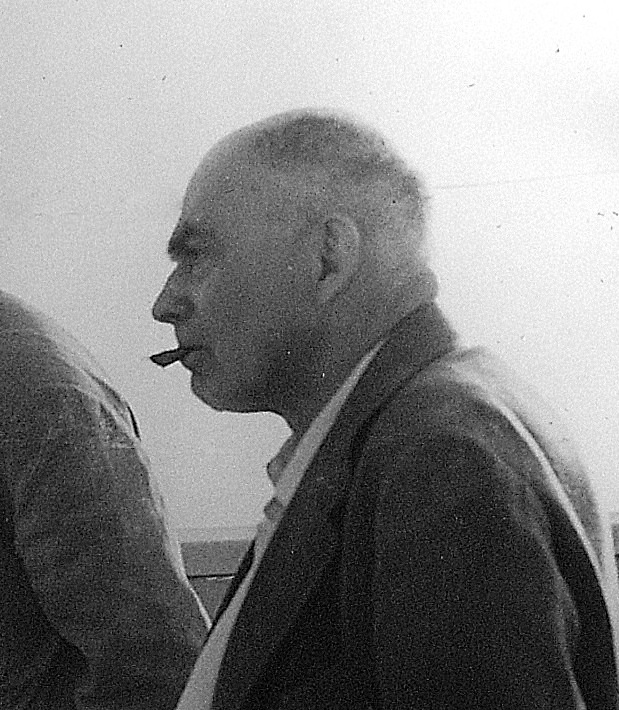
Dietrich Kralik 1958

Dietrich Kralik (bis 1919 Dietrich Ritter Kralik von Meyrswalden; * 15. August 1884 in Wien, Österreich-Ungarn; † 27. Dezember 1959 ebenda) war ein österreichischer germanistischer Mediävist aus der Familie Kralik von Meyrswalden.

## Leben und Werk
Kralik war Professor an der Universität Würzburg (1923–1924) und der Universität Wien (1924–1957), Dekan der Philosophischen Fakultät der Universität Wien (1934/35), seit 1925 korrespondierendes und seit 1935 wirkliches Mitglied der Österreichischen Akademie der Wissenschaften, Leiter der dortigen Wörterbuchkommission und von 1941 bis 1945 Sekretär der Philosophisch-Historischen Klasse.
Kralik gehörte an der Universität Wien dem antisemitischen Professorennetzwerk „Bärenhöhle“ an und trat zum 1. Mai 1938 der Nationalsozialistischen Deutschen Arbeiterpartei bei (Mitgliedsnummer 6.106.526). Zudem war er Ortsverbandsleiter des Reichskolonialbundes und Mitglied der Nationalsozialistischen Volkswohlfahrt.
Nach der Befreiung vom Nationalsozialismus wurde er – da „eindeutig illegal“ – von der Universität Wien des Amtes enthoben, aber schon 1949 rehabilitiert und wieder zum ordentlichen Professor ernannt, was aufgrund seiner Involvierung ins NS-System verwundert. Andere ehemalige Nationalsozialisten, z. B. Eberhard Kranzmayer, wurden herabgestuft und mussten nach dem Krieg bei Wiedereinstellung als Assistent, nicht als Ordinarius, von vorne beginnen. Als Direktor des Germanistischen Instituts emeritierte Kralik 1955 unter gleichzeitiger Bestellung zum Honorarprofessor.
Seine späten Forschungsschwerpunkte waren die Walter-Reinmar-Fehde und das Nibelungenlied; „in methodischer Hinsicht standen sie in der Tradition einer auf strenge Textkritik und Interpretationskunde ausgerichteten Germanistik, die sich mit Quellenkritik und Einflussfragen befasste.“ Er wurde am Döblinger Friedhof bestattet.
Dietrich Kralik ist der Sohn von Richard Kralik und der Bruder von Heinrich Kralik.
Zu den Besonderheiten der Namensschreibweise in Österreich sei auf den Beitrag Österreichischer Adel verwiesen.

## Werke
- als Herausgeber mit Fritz Lemmermayer: Neue Hebbel-Dokumente. Schuster & Löffler, Berlin u. a. 1913.
- Die deutschen Bestandteile der Lex Baiuvariorum. In: Neues Archiv der Gesellschaft für Ältere deutsche Geschichtskunde. Bd. 38, 1913, S. 13–55, 401–449, 581–624.
- Deutsche Heldendichtung. In: Otto Brunner, Alfons Dopsch, Hans Eibl: Das Mittelalter in Einzeldarstellungen (= Wissenschaft und Kultur. Bd. 3, ZDB-ID 977509-2). F. Deuticke, Leipzig u. a. 1930, S. 168–193.
- Die Überlieferung und Entstehung der Thidrekssaga (= Rheinische Beiträge und Hülfsbücher zur germanischen Philologie und Volkskunde. Bd. 19, ZDB-ID 539421-1). Niemeyer, Halle (Saale) 1931.
- Die Sigfridtrilogie im Nibelungenlied und in der Thidrekssaga. Niemeyer, Halle (Saale) 1941.
- Das Nibelungenlied, 1941.
- Passau im Nibelungenlied. In: Österreichische Akademie der Wissenschaften. Anzeiger der Philosophisch-historische Klasse. Bd. 87, Nr. 20, 1950, ISSN 0257-4470, S. 451–470.
- Die Elegie Walthers von der Vogelweide (= Österreichische Akademie der Wissenschaften. Philosophisch-historische Klasse. Sitzungsberichte. Bd. 228, Abh. 1, ISSN 0029-8832). Rohrer in Kommission, Wien 1952.
- Wer war der Dichter des Nibelungenliedes? Österreichischer Bundesverlag, Wien 1954.
- Walther gegen Reinmar (= Österreichische Akademie der Wissenschaften. Philosophisch-historische Klasse. Sitzungsberichte. Bd. 230, Abh. 1). Rohrer in Kommission, Wien 1955.
- Die dänische Ballade von Grimhilds Rache und die Vorgeschichte des Nibelungenliedes (= Österreichische Akademie der Wissenschaften. Philosophisch-historische Klasse. Sitzungsberichte. Bd. 241, Abh. 1). Aus dem Nachlass herausgegeben. Böhlau in Kommission, Graz u. a. 1962.